# Esqueleto facial

Ossos do esqueleto facial

O esqueleto facial compreende os ossos faciais que podem se anexar para formar uma parte do crânio. O restante do crânio é a caixa craniana.
Na anatomia e no desenvolvimento humanos, o esqueleto facial às vezes é chamado de viscerocrânio membranoso, que compreende a mandíbula e os elementos dermatocranianos que não fazem parte da caixa craniana.

## Estrutura
No crânio humano, o esqueleto facial consiste em quatorze ossos da face:
- Concha nasal inferior (2)
- Ossos lacrimais (2)
- Mandíbula
- Maxilar (2)
- Ossos nasais (2)
- Ossos palatinos (2)
- Osso vômer
- Ossos zigomáticos (2)